# 科利馬州
科利馬州（西班牙語：Colima）是墨西哥三十一個州之一，西臨太平洋。首府科利馬市。
州名有三個可能來源，都來自納瓦特爾語：
1. 祖先征服之地
2. 火神之地
3. 河水轉彎之地